# Things We Lost in the Fire
Things We Lost in the Fire — пятый студийный альбом американской инди-рок-группы Low. Он был выпущен 22 января 2001 года на лейбле Kranky.

## Запись
Альбом был записан Стивом Альбини в студии Electrical Audio в Чикаго.

## Отзывы
| Совокупная оценка    | Совокупная оценка |
| Источник             | Оценка            |
| -------------------- | ----------------- |
| Metacritic           | 87/100            |
| Оценки критиков      |                   |
| Источник             | Оценка            |
| AllMusic             | [ 4 ]             |
| Alternative Press    | 4/5               |
| Chicago Sun-Times    | [ 6 ]             |
| Entertainment Weekly | A−                |
| The Guardian         | [ 8 ]             |
| The List             | [ 9 ]             |
| NME                  | 9/10              |
| Pitchfork            | 8.7/10            |
| Spin                 | 8/10              |
| Tiny Mix Tapes       | 4.5/5             |

Альбом получил в целом положительные отзывы от современных музыкальных критиков.
Things We Lost in the Fire получил 87 баллов из 100 на сайте Metacritic, что означает «всеобщее признание». Музыкальный онлайн-журнал Pitchfork поместил Things We Lost in the Fire под номером 117 в список 200 лучших альбомов 2000-х годов и под номером 14 в список 30 лучших альбомов в стиле дрим-поп. Things We Lost in the Fire вошел в список NME «Darkest Albums Ever: 50 of the Best» под номером 36. Альбом занял 93-е место в списке 100 лучших альбомов XXI века по версии The Guardian, составленном на основе опроса музыкальных писателей в 2019 году.
В 2006 году альбом был полностью исполнен вживую в рамках серии «Don’t Look Back», организованной организацией All Tomorrow’s Parties.

## В поп-культуре
Название альбома было упомянуто аргентинской писательницей Марианой Энрикес в ее втором сборнике рассказов «Las cosas que perdimos en el fuego». Мариана заявила, что является поклонницей группы из Дулута.

## Список композиций
| №   | Название             | Lead vocals                                 | Длительность |
| --- | -------------------- | ------------------------------------------- | ------------ |
| 1.  | «Sunflower»          | Alan Sparhawk                               | 4:39         |
| 2.  | «Whitetail»          | Sparhawk                                    | 5:03         |
| 3.  | «Dinosaur Act»       | Sparhawk                                    | 4:13         |
| 4.  | «Medicine Magazines» | Sparhawk, Mimi J. Parker                    | 4:33         |
| 5.  | «Laser Beam»         | Parker                                      | 2:54         |
| 6.  | «July»               | Sparhawk (first part), Parker (second part) | 5:35         |
| 7.  | «Embrace»            | Parker                                      | 5:37         |
| 8.  | «Whore»              | Sparhawk                                    | 4:23         |
| 9.  | «Kind of Girl»       | Sparhawk, Parker                            | 3:30         |
| 10. | «Like a Forest»      | Sparhawk, Parker                            | 2:27         |
| 11. | «Closer»             | Sparhawk                                    | 5:06         |
| 12. | «Untitled»           | instrumental                                | 0:46         |
| 13. | «In Metal»           | Parker                                      | 4:19         |